# Die Alpenhütte
Die Alpenhütte ist eine Oper in einem Akt des Komponisten Conradin Kreutzer. Das Libretto stammt von August von Kotzebue. Die Uraufführung fand am 1. März 1815 in Stuttgart statt.

## Handlung
Camilla, die Tochter des Marchese von Villanova, einem Angehörigen einer reichen Turiner Familie, hat vor langer Zeit gegen den Willen ihres Vaters den Offizier Altieri geheiratet. Da der Vater auf diese Nachricht verbittert reagierte, entfloh die Tochter mit ihrem Mann in die Berge. Seither leben die beiden in einer Alpenhütte. Mittlerweile haben sie eine erwachsene Tochter namens Clara. Altieri betätigt sich gelegentlich als Bergretter. In dieser Eigenschaft hat er in all den Jahren schon so manchem Verunglückten in den Bergen gerettet. Dazu gehört auch der Maler Federico, der sich in Clara verliebt hat. An einem Wintertag kommt es erneut zu einem Bergunfall. Der Maultiertreiber Birbante war mit einem Reisenden unterwegs, als plötzlich ein Wintersturm aufkam und der Reisende samt Maultier in einen Abgrund stürzte. Birbante eilt zu Altieris Hütte und bittet diesen um Hilfe zwecks Bergung des Verunglückten. Altieri und der ebenfalls anwesende Federico machen sich auf den Weg. Mit großer Mühe schaffen es die Retter, den Reisenden zu bergen und in die Hütte von Altieri zu bringen. Dort stellt sich heraus, dass es sich bei dem Reisenden um den Marchese von Villanova handelt. Angesichts seiner Rettung verzeiht er seiner Tochter Camilla. Da gleichzeitig auch noch die Hochzeit zwischen Clara und Federico beschlossen wird, endet die Oper mit einem Happy End.

## Weitere Anmerkungen
Die Oper ist nicht zu verwechseln  mit dem gleichnamigen Werk von Julius Miller. Dieser hatte basierend auf demselben Libretto am 11. September 1814 seine Version der Alpenhütte in Königsberg aufgeführt. Kreutzers Oper kam im März 1815 in Stuttgart heraus, wo der Komponist Hofkapellmeister war. Einige Quellen nennen trotzdem bis heute noch den 11. September 1814 als Termin der Uraufführung der Kreutzer-Oper. Der Stoff wurde im Lauf der ersten Jahrzehnte des 19. Jahrhunderts noch von mindestens elf weiteren Komponisten vertont, darunter Peter Anton Winneberger (1814), Carl Loewe (1816), Johann Philipp Samuel Schmidt (1816) und Emil Steinkühler (1840). Alfred Loewenberg zufolge war Die Alpenhütte das erfolgreichste von Kreutzers frühen Werken und wurde auch am 27. April 1815 in Würzburg, am 11. Mai 1815 in Frankfurt, am 4. November 1819 in Donaueschingen, am 25. August 1820 in München, am 27. Juli 1822 in Wien sowie am 23. November 1930 in Freiburg gezeigt.